# Hällsjön (Vika socken, Dalarna)
Hällsjön är en sjö i Falu kommun i Dalarna och ingår i Dalälvens huvudavrinningsområde. Sjön är 20,5 meter djup, har en yta på 0,421 kvadratkilometer och är belägen 125 meter över havet. Sjön avvattnas av vattendraget Hällsjöbäcken. Vid provfiske har bland annat abborre, braxen, gers och gädda fångats i sjön.

## Delavrinningsområde
Hällsjön ingår i det delavrinningsområde (670491-149627) som SMHI kallar för Mynnar i Vikasjön. Medelhöjden är 149 meter över havet och ytan är 6,07 kvadratkilometer. Det finns inga avrinningsområden uppströms utan avrinningsområdet är högsta punkten. Hällsjöbäcken som avvattnar avrinningsområdet har biflödesordning 4, vilket innebär att vattnet flödar genom totalt 4 vattendrag innan det når havet efter 216 kilometer. Avrinningsområdet består mestadels av skog (79 procent). Avrinningsområdet har 0,42 kvadratkilometer vattenytor vilket ger det en sjöprocent på 6,9 procent.

## Fisk
Vid provfiske har följande fisk fångats i sjön:
- Abborre
- Braxen
- Gärs
- Gädda
- Mört
- Nors